# 朱莉·德龙
朱莉·德龙（法語：Julie Derron，1996年9月10日—），瑞士女子铁人三项运动员，2023年世界铁人三项混合接力锦标赛铜牌得主、2024年世界铁人三项混合接力锦标赛银牌得主、2024年夏季奥林匹克运动会女子个人银牌得主。